# حسین نوری
حسین نوری (زاده ۱۰ تیر ۱۳۳۳ در مشهد، ایران) نقاش، نویسنده و کارگردان تئاتر و سینما است. او همچنین جانباز انقلاب ایران در سال ۱۳۵۷ محسوب می‌شود. یکی از نکات جالب توجه درباره زندگی او این است که علیرغم محدودیت‌های جسمی‌اش موفق شده در سه عرصه نقاشی، تئاتر و سینما دستاوردهای تخصصی داشته باشد. نمایش‌هایی که او نوشته و کارگردانی کرده در دوره‌های مختلف جشنواره تئاتر فجر و دیگر جشنواره‌های سراسری حائز رتبه شده است. سبک نقاشی او تحت عنوان بازتاب به عنوان یک سبک نوآورانه مورد تحلیل قرار گرفته و در نمایشگاه‌هایی در سطح جهان عرضه شده است. در سینما نیز فیلم‌هایش در کشورهایی همچون ایتالیا، آلمان، هند، کانادا و آمریکا اکران شده و جوایزی را از جشنواره‌های بین‌المللی کسب کرده است. در بهمن سال ۱۳۸۳ نشان ملی ایثار توسط رئیس‌جمهور ایران به نوری اعطا شده و در شهریور سال ۱۳۹۸ سالن نمایشی تحت عنوان تماشاخانه استاد حسین نوری با ارجاع به نام او افتتاح گردیده است. نوری دارای مدرک درجه یک هنری معادل دکترا در رشته نمایشنامه‌نویسی است.

## تولد
غلامحسین نوری مشهور به حسین نوری متولد سال ۱۳۳۳ در مشهد است.
او خود می‌گوید: 
من در بالاخیابان مشهد به دنیا آمدم. در آن سال‌ها مشهد چهار خیابان اصلی داشت یکی بالاخیابان بود که به حرم و بست بالا منتهی می‌شد دوم ته خیابان، سوم خیابان طبرسی که آن‌هم به حرم می‌رسید و چهارم هم خیابان تهران. من هنگام اذان ظهر دهم تیر ۱۳۳۳ متولد شدم؛ مادرم می‌گفت درست زمانی که‌ الله اکبر مؤذن بلند شد من به دنیا آمدم.
نوری در سه سالگی پدر خود را از دست داد و مادرش با زحمات فراوان او را بزرگ کرد. نوری چهارده سال نخست زندگی خود را در مشهد سپری کرد.

## جوانی و شکنجه
نوری از دوره ابتدایی علاقه خود نسبت به نقاشی را یافته و  نقاشی را در کلاس‌های تخصصی نزد هاشم ظریف تبریزیان از نگارگران آستان قدس رضوی و عباس دینده‌فرد فرا می‌گیرد.
نوری برای ادامه تحصیلات مقطع متوسطه به تهران می‌آید و در آموزشگاهی فنی حرفه‌ای که بعداً به هنرستان صنعتی فرح پهلوی تغییر نام پیدا کرد مشغول تحصیل می‌شود. در سال ۵۱ و در هفده‌سالگی نمایشنامه‌ای با مضمون حقوق بشر و نقض آن در ایران می‌نویسند که بلافاصله بعد از اجرای این نمایش توسط ساواک دستگیرشده و در اثر شکنجه‌هایی که به او وارد می‌شود، از ناحیه حنجره، دو دست و دو پا دچار معلولیت می‌شود. او تحت نظارت ساواک دو سال را در تهران به بستری بودن در بیمارستان می‌گذراند و نهایتاً در سال ۵۳ به تربت جام که مادرش در آن‌جا به پرستاری مشغول بود و از مشهد منتقل شده بود می‌رود. در این دوران با وجود آنکه نوری دیگر نمی‌توانست از دست‌هایش استفاده کند، نقاشی با دهان را آغاز می‌کند.

### نگاه به معلولیت
مجید سرسنگی در مصاحبه‌ای که به مناسبت اجرای نمایش دلدار با حسین نوری انجام داده دربارهٔ نگاه وی به معلولیت ذکر می‌کند: «خوش ندارد از معلولیتش سخن به میان آید. راستش من نیز رغبتی نمی‌کنم. اینکه بدنش روزی آماج بلای طاغیان بوده، بهتر که بماند در نهانخانه دل، اصلاً بگویی که او معلول است خطا کرده‌ای، او را بیشتر علت می‌بینی تا چیز دیگر.»

## ازدواج و خانواده
حسین نوری نخستین بار در سال ۱۳۶۲ همسر آینده‌اش نادیا مفتونی را ملاقات می‌کند. نادیا مفتونی متولد سال ۱۳۴۴ تهران است. پدر و مادرش در محله دردشت نارمک، خیابان مهر ساکن بودند. او که از نخستین تحصیل‌کردگان دبیرستان استعدادهای درخشان تهران (سمپاد) بود در سال ۶۲ در کنکور شرکت کرده و با کسب رتبه ۲۴ در رشته فیزیک کاربردی دانشگاه صنعتی شریف قبول می‌شود. یک بار مفتونی نوری را که بر ویلچر نشسته بود و برای دانشجویان دانشگاه شریف سخنرانی می‌کرد می‌بیند و مفتونی، طبق گفته خودش، عاشق او شده و برخلاف روال معمول، او از نوری خواستگاری می‌کند و بعد از مدتی در سال ۶۳ با وجود مخالفت اطرافیان به عقد هم در می‌آیند. مفتونی بعد از ازدواج، درسش را در دانشگاه صنعتی شریف رها کرده و به همراه نوری راهی محل سکونت او در تربت جام می‌شود. آن‌ها مدت هفت سال در تربت جام زندگی می‌کنند. در آن سال‌ها دو فرزندشان یعنی ابوالفضل و محمود به دنیا می‌آیند و همچنین دو برادر نوری به نام‌های محمود و احمد هم در جنگ ایران و عراق شهیـد می‌شوند. نادیا مفتونی هم نقاش است و نقاشی را پس از ازدواج از همسر خود آموخته‌است.

### شعر خواستگاری
هفدهم اسفندماه ۱۳۹۳ در جلسه‌ای با حضور محمدعلی معلم دامغانی، نوری خاطره‌ای را از رد و بدل شدن یک شعر میان خود و همسر آینده‌اش در سال ۶۳ تعریف کرد: «زمانی که همسر بنده از من خواستگاری کرد، من سجده شکر به جا آوردم، با این حال پیش خود گفتم که تو چه حقی داری این دختر نمونه دانشگاه شریف با این حسن و جمال را اذیت و درگیر مشکلات خود کنی؟ مانده بودم چه بگویم که چند مصرع شعر گفتم و از ایشان خواستم که آن را کامل کنند و ایشان هم فی البداهه به بهترین نحو آن را کامل کردند.» نوری در این جلسه این اشعار را قرائت کرد و همسرش نیز مصرع دوم آن را خواند و اشک شوق از دیدگان حضار و همین‌طور استاد معلم دامغانی روان شد.
| نوری: زورق مضروب جسمم بسته جان شما            |  | مفتونی: بادبان جان من برپا به ایمان شما   |
| نوری: همسفر با من چرایید اندرین دریای درد؟    |  | مفتونی: درد شعر عاشقان و عشق درمان شما    |
| نوری: صد بلا باشد در این ره، باز تردیدی کنید؟ |  | مفتونی: کربلا مهرم بود، هستم به پیمان شما |
| نوری: گر برد موج فنا بی‌رحم در گردابتان؟       |  | مفتونی: در فنای فی‌الله‌ام دامانِ رحمان شما  |
| نوری: چون هنرمندم شریکم گشته‌ای در این مسیر؟   |  | مفتونی: از میان صد هنر احسن به ایمان شما  |
| نوری: از کجا دانید خواهان چه هستم در نهان؟    |  | مفتونی: آنکه گوید راز من گوید ز پنهان شما |

### تفسیر مفتونی از ازدواج با نوری
مفتونی دربارهٔ تصمیم ازدواج با نوری بیان داشته که این انتخاب را نوعی ایثار نمی‌بیند: «انسان وقتی می‌خواهد ایثار کند مثل این است که می‌خواهد کار مشکل و طاقت‌فرسایی را انجام دهد. من برای این می‌گویم ایثار نکرده‌ام که مرارت و سختی حس نکرده‌ام. الان هم مشکلی احساس نمی‌کنم. من از چیزی نگذشته‌ام. به همین دلیل کاری که من کردم ایثار نبود، مثل هر وصلت دیگری؛ فقط جذب شخصیت آقای نوری شدم. دیگر اینکه کسی که ایثار می‌کند در دلش از خدا توقع اجر دارد ولی من توقع هیچ اجری ندارم چون فشاری را تحمل نمی‌کنم. زندگی روزمره ما اینقدر مستحکم و خوب است که هیچ چیز آن را برهم نمی‌زند. حتی دوستان به ما مراجعه می‌کنند تا مشکلاتشان را حل کنیم. آیا خوشبخت‌تر از این کسی هست؟»

## تئاتر

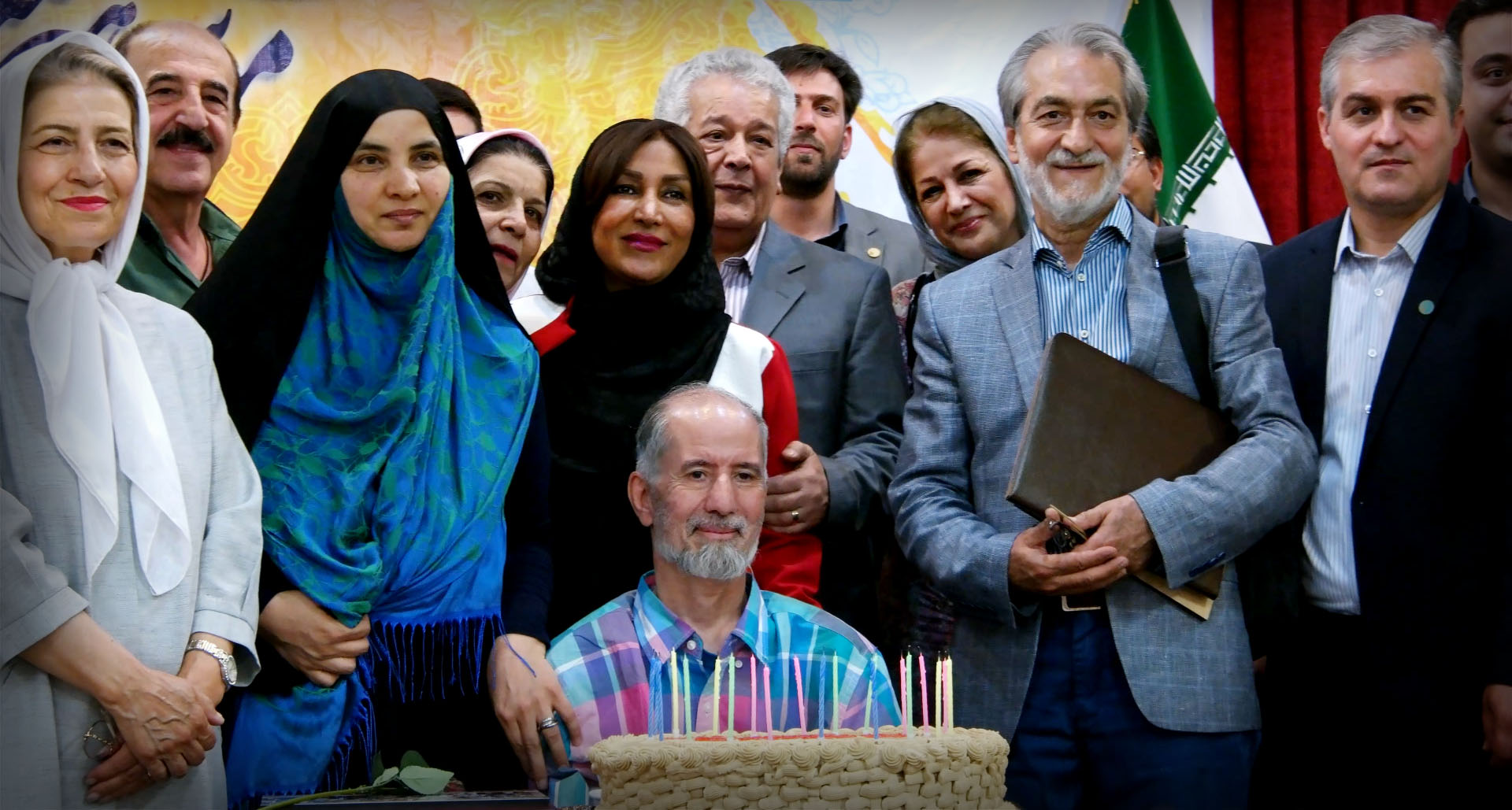
حسین نوری، نادیا مفتونی، مجید انتظامی، رضا فیاضی، منوچهر آذری و احترام برومند در جمع موسسه هنرمندان پیشکسوت.

حسین نوری پس از انقلاب دوباره به هنرهای نمایشی روی آورد. او قریب به سه دهه در عرصه حرفه‌ای تئاتر ایران حضور فعال داشته است. در سال‌های ۶۰، نمایش‌های دِیرِ مُغان، ایستگاه برزخ، لذت دیوانگی، شاهدان محراب، راهیان سفر عشق و خرقه ارغوانی را نوشت و به روی صحنه برد. در جشنواره سراسری تئاتر سوره سال ۶۹، نمایش همراه او ممتاز شناخته شد و در جشنواره سراسری فجر ۷۰ نیز، اثر دیگرش دلدار بهترین کار متناسب با فرهنگ اسلامی شناخته شد. در جشنواره فجر ۷۲ هم، نمایش شهود او برگزیده شد. شیدایی، سودایی، سائر، سیرک و فستیوال آخر از دیگر نمایشنامه‌هایی است که حسین نوری آن‌ها را نوشته و به روی صحنه برده‌است.

### تماشاخانهاستاد حسین نوری
در روز پنجشنبه هفتم شهریورماه ۱۳۹۸ سالن نمایشی به نام تماشاخانه «استاد حسین نوری» در مشهد افتتاح شد. مراسم افتتاح این سالن با حضور جمعی از هنرمندان پرسابقه تئاتر از جمله رضا صابری صورت گرفت و پیام تصویری نوری، که در مراسم حضور نداشت، برای حضار به نمایش درآمد.

### سوابق حضور در جشنواره تئاتر فجر
نخستین حضور نوری در جشنواره تئاتر فجر به سال ۱۳۶۲ برمی‌گردد که نمایشنامه خرقه ارغوانی او موفق به کسب مقام نخست در زمینه بهترین نمایشنامه شد. در آن سال ایستگاه برزخ از دیگر نوشته‌های نوری نیز با کارگردانی گروهی دیگر در جشنواره حضور داشت. از دیگر آثار آن سال می‌توان به فرمان عاشورا اثر ابراهیم آبادی و مظلوم پنجم اثر رضا صابری اشاره کرد. علیرضا سمیع‌آذر از داوران این دوره بود.
در دهمین جشنواره تئاتر فجر که سال ۱۳۷۰ برگزار شد نمایش دلدار به نویسندگی و کارگردانی حسین نوری در رقابت حاضر بود. این اثر جایزه‌ ویژه‌ای تحت عنوان بهترین کار متناسب با فرهنگ اسلامی را به خود اختصاص داد. از رقبای نوری در این دوره می‌توان به سایه ماه به کارگردانی انوشیروان ارجمند، مرگ یزدگرد به نویسندگی بهرام بیضایی و کارگردانی گلاب آدینه، واقعه‌خوانی جهاز جادو به نویسندگی محمد چرمشیر و کارگردانی آتیلا پسیانی، مال‌کنون به نویسندگی و کارگردانی مریم معترف و عزت‌الله مهرآوران اشاره کرد. هیأت داوران این دوره عبارت بودند از ایرج راد، اکبر زنجان‌پور، مهدی شجاعی، محمود عزیزی، سعید کشن‌فلاح و فرهاد ناظرزاده کرمانی.
نوری سال بعد، یعنی ۱۳۷۱ در یازدهمین دوره جشنواره تئاتر فجر با نمایشنامه سیرک که با نویسندگی و کارگردانی خودش به انجام رسیده بود حضور یافت. ظاهراً در این سال برگزارکنندگان جشنواره تصمیم گرفتند اثر برگزیده معرفی نشود و از همه آثار به طور کلی تقدیر به عمل آمد. از دیگر آثار حاضر در بخش اصلی این دوره می‌توان به حقه‌‌های اسکاپن نوشته مولیر و کار قطب‌الدین صادقی و یادگار سال‌های شن به نویسندگی و کارگردانی علی رفیعی اشاره کرد. در هیأت داوران این دوره چهره‌هایی نظیر داوود رشیدی، بهروز غریب‌پور و مهدی حجت حضور داشتند.
آخرین اثری که نوری شخصاً به جشنواره تئاتر فجر عرضه کرد نمایش شهود به نویسندگی و کارگردانی خودش بود که در بخش نمایشنامه چهاردهمین جشنواره تئاتر فجر در سال ۱۳۷۴ مورد تقدیر قرار گرفت. در این دوره رقبای شاخصی نظیر چیستا یثربی با نمایش سرخ سوزان، سیاوش تهمورث با نمایش صورت به صورت، کوروش تهامی با نمایش فردا و قطب‌الدین صادقی با نمایش مویه جم حضور داشتند. بهرام ابراهیمی، سعید کشن‌فلاح و ایرج راد از داوران این دوره بودند.

### تاریخچه اجراهای حسین نوری در تئاتر شهر
تئاتر شهر به عنوان قطب اصلی نمایش معاصر ایران از تشخص تاریخی بالایی برخوردار بوده و گروه‌های تئاتری همواره به دنبال ارائه آثار خود در این مکان بوده‌اند. از این رو اجراهایی که حسین نوری در تئاتر شهر داشته جای اشاره دارد. موارد پیش رو شامل اجراهایی است که نوری به صورت مستقیم در تولید آن نقش داشته و شامل اجراهای متعددی که دیگر گروه‌ها از نمایشنامه‌های او داشته‌اند نمی‌شود.
نخستین اجرای نوری در تئاتر شهر به خرداد سال ۱۳۶۱ بازمی‌گردد. زمانی که نمایش ایستگاه برزخ را در سالن اصلی به روی صحنه برد. آن زمان علیرضا مجلل رئیس تئاتر شهر بود. دومین میزبانی تئاتر شهر از نوری مربوط به آبان سال ۶۴ و نمایش مار زنگی است که توسط همسرش نادیا مفتونی نوشته و توسط خود او کارگردانی شده بود. این نمایش نیز در سالن اصلی به روی صحنه رفت. همراه سومین اثر از نوری است که در تئاتر شهر اجرا شده است. این نمایش در مهر ۱۳۷۰ در سالن چارسو اجرا شد. در بهمن‌ماه همان سال و در قالب دهمین جشنواره تئاتر فجر، دلدار در سالن چارسو اجرا شد. در بهمن ۷۱ نیز نمایش سیرک در چارچوب برنامه‌های یازدهمین جشنواره تئاتر فجر در تئاتر شهر اجرا شد. نمایش شهود دو بار در سال ۱۳۷۴ توسط گروه نوری به روی صحنه تئاتر شهر رفت. نخست در اواخر تیر و اوایل مرداد به صورت آزاد اجرا شد. سپس در اواخر دی و اوایل بهمن به عنوان بخشی از برنامه‌های چهاردهمین جشنواره تئاتر فجر عرضه شد. نمایش سائر واپسین اثری بود که توسط خود نوری در تئاتر شهر ارائه شد. این اجرا مربوط به جشنواره تئاتر دفاع مقدس سال ۱۳۸۱ بود که هم جایزه اول متن نمایشی و هم جایزه بازیگری نقش اول مرد را کسب کرد.

### برجستگی نگاه فلسفی
در سال ۱۳۷۴ و پس از اجرای نمایش شهود، منتقد روزنامه رسالت در گفتگو با نوری طرح می‌کند: «عده‌ای بر این اعتقادند که کارهای شما پیش از اینکه نمایش باشد، یک تریبون و بلندگوی فلسفی است.» نوری در همین مصاحبه می‌گوید: «به کار گرفتن مفاهیم فلسفی در کار تئاتر بسیار دشوار است، چرا که در تئاتر، تماشاگران خاص و عام با تیپ‌ها و دیدگاه‌های مختلف حضور پیدا می‌کنند و نمایش باید آن‌ها را نگه دارد. نمایش شهود مایه‌های روانکاوانه، مفاهیم ترس و پشیمانی، شهوت، مرگ عزیزان، جدایی روح از بدن، جنگ، توجیه کردن گناه، جبر و اختیار را مطرح می‌کند و با طرح این مطالبِ گاه فلسفی، ما سخت به فکر ارتباط با تماشاگر بودیم. خوشبختانه قشرها مختلف از دانش‌آموز تا استاد دانشگاه و افراد مسن این نمایش را دیدند و تا آخر اجرا آن را تحمل کردند و سخت متأثر شدند.»

### خرقه ارغوانی
خرقه ارغوانی در جشنواره تئاتر فجر سال ۶۲ جایزه بهترین نمایش‌نامه را از آن خود کرد. در سال‌های بعد، این اثر توسط گروه‌های متعددی اجرا شد. حسین مسافر آستانه، هنرمند پُرسابقه تئاتر و دبیر چند دوره جشنواره تئاتر فجر، به تأثیر این نمایشنامه در بین رزمندگان ایرانی در جنگ ایران و عراق اشاره کرده و طرح می‌کند که خرقه ارغوانی جزو معدود آثار جدی بوده که در جبهه‌ها اجرا می‌شده‌است: «می‌توانم به خرقه ارغوانی نوشته حسین نوری اشاره کنم که در بسیاری از مناطق عملیاتی اجرا شد. کارگردان‌های زیادی آن را کار کردند. … خرقه ارغوانی نگاهی عرفانی فلسفی داشت نسبت به شخصیت انسان.»
کارگردان یکی از گروه‌هایی که نمایش خرقه ارغوانی را در زمان جنگ در مناطق مختلفی از جبهه اجرا کرده نیز نقل کرده‌است که «پای ثابت اجرای تئاتر ما در جبهه شهیـد مهدی زین‌الدین بود که با چارپایه همیشگی‌اش گوشه‌ای می‌نشست و با دقت تئاتر را تماشا می‌کرد. حتی یک روز به من گفت: ناراحت نباشید، اگر شما رزمنده نیستید کاری که انجام می‌دهید تأثیرش از بارها رزم و نبرد بیشتر است. ما شصت شب خرقه ارغوانی را برای گردان‌های مختلف لشکر شهیـد زین‌الدین اجرا کردیم و او هر شصت شب را به تماشای نمایش نشست. او به من می‌گفت: این نمایش خیلی قوی است، آن را چه کسی نوشته؟»
پژوهشی در سال ۱۳۸۲ نشان می‌داد که نمایشنامه همراه اثر نوری در بین بيشترين متون انتخاب شده از سوي كارگردانان شهرهای مختلف برای اجرا در جشنواره تئاتر دفاع مقدس بوده است.

### اجرا در مجلس شورای اسلامی
از مطلبی که با عنوان استقبال وزیر ارشاد از نمایش دلدار در روزنامه رسالت در سال ۱۳۷۲ چاپ شده و اینکه در دیگر منابع اشاره‌ای به رویدادی مشابه نشده برمی‌آید که نمایش دلدار تنها اثری است که تاکنون در یکی از ساختمان‌های مجلس شورای اسلامی و برای نمایندگان و رئیس مجلس اجرا شده‌است: «این نمایش … چندی پیش در مجلس شورای اسلامی نیز اجرا شد و مورد استقبال رئیس و نمایندگان مجلس قرار گرفت.»

## سینما و تلویزیون
نوری فیلم‌های مستند و تله‌تئاترهای متعددی را کارگردانی کرده‌است. او تعدادی از نمایشنامه‌های خود از جمله سیرک، سائر، فستیوال آخر، شهود و دلدار را در قالب تله‌تئاتر جلوی دوربین تلویزیون کارگردانی کرده‌است. وی از بازنویسان سناریوی سریال تلویزیونی مریم مقدس به کارگردانی شهریار بحرانی بوده‌است. او فیلم سینمایی پرواز دست‌های من را درباره برهه‌ای از زندگی خودش نویسندگی و کارگردانی کرده که پس از پریشان‌خاطر دومین اثر سینمایی وی محسوب می‌شود. نوری در برخی جشنواره‌های داخلی و خارجی عضو هیأت داوران بوده‌است. او پس از موفقیت پرواز دست‌های من داور برخی ادوار جشنواره بین‌المللی فیلم جیپور و جشنواره بین‌المللی فیلم دهلی نو بوده‌است. او در سال ۲۰۲۴ مدیر برنامه‌ریزی جشنواره فیلم رِد راک آمریکا بود. مدیر برنامه‌ریزی (program director) علاوه بر ارزیابی و گزینش آثار، به عنوان عضوی از حلقه اصلی جشنواره به بحث پیرامون رویکردها، سیاست‌ها و جهت‌گیری‌های جشنواره می‌پردازد.

### فیلم سینماییپریشان‌خاطر
پریشان‌خاطر اولین اثر سینمایی حسین نوری در مقام نویسنده و کارگردان بود که روایتی مستند از زندگی او در مقام یک نقاش را روایت می‌کرد. این فیلم با هزینه پانصد میلیون تومان در کشورهای مختلفی تصویربرداری شده بود. در حالی که تولید فیلم در مراحل پایانی بود با سرقتی که از دفتر کار حسین نوری صورت گرفت کیس کامپیوتر حاوی فیلم و هاردهای حاوی راش‌های آن از دست رفت و تنها اثر موجود از آن تیزری است که پیش‌تر در رسانه‌ها پخش شده بود. تلاش‌ها برای یافتن سارقان نتیجه‌ای در بر نداشت.

### نحوه کارگردانی
خبرنگار جام جم مشاهده خود از شیوه کارگردانی نوری با وجود شرایط جسمی‌اش را این‌گونه وصف می‌کند: «بعد از چند بار تمرین، آقای نوری بازیگرها را با علامت دست دعوت به مشورت می‌کند و آن‌ها دور او جمع می‌شوند. با صدای آرام به آن‌ها تذکر می‌دهد. … بازیگران درباره نحوه بازی با آقای نوری مشورت می‌کنند. به نظر نوری هنگام اجرا دوربین فینال باید بسته صورت را داشته باشد. … نوری به بازیگرانش تذکر می‌دهد از میمیک صورت بهتر استفاده کنند و آن را قشنگ‌تر القا کنند. … بالاخره دربرداشت ششم یا هفتم، پلان قبول می‌شود. از اتاق فرمان، این سکانس از اول تا آخر در مانیتور بزرگی که در استودیو کنار کارگردان واقع شده‌است نمایش داده می‌شود و نوری و عوامل و خود بازیگران چشم بر صحنه مانیتور دوخته‌اند تا اگر اشکالی در تصویربرداری و بازی بازیگران وجود دارد، پیش از رفتن به قسمت چهارم تله‌تئاتر رفع شود و از آقای نوری کسب تکلیف کنند که کدام قسمت را دوباره باید اجرا کنند. در حالی که به شدت خسته بودیم و عوامل برای برداشت مجدد خود را آماده می‌کردند، به اتفاق عکاس روزنامه با خانم و آقای نوری و عوامل خداحافظی کردیم و از استودیو خارج شدیم. … در حالی که با خود اندیشدیم این مرد بزرگ، چقدر با همت و با اراده است و با وجود ناتوانی جسمی، پشتکار و وسواس عجیبی در کارش نشان می‌دهد. از دید او تا برداشتی کامل و زیبا ارائه نشود، باید بارها و بارها تکرار اتفاق بیفتد.»
| سال  | نام فیلم        | سمت                       | قالب              |
| ---- | --------------- | ------------------------- | ----------------- |
| ۱۳۹۸ | پرواز دست‌های من | نویسنده، کارگردان، بازیگر | سینمایی           |
| ۱۳۹۴ | هم مسیر         | نویسنده، کارگردان، بازیگر | داستانی کوتاه     |
| ۱۳۹۳ | پریشان خاطر     | نویسنده، کارگردان، بازیگر | سینمایی           |
| ۱۳۸۱ | دلدار           | نویسنده، کارگردان         | تله تئاتر         |
| ۱۳۸۱ | شهود            | نویسنده، کارگردان         | تله تئاتر         |
| ۱۳۸۱ | سیرک            | نویسنده، کارگردان         | تله تئاتر         |
| ۱۳۸۱ | سائر            | نویسنده، کارگردان         | تله تئاتر         |
| ۱۳۸۱ | فستیوال آخر     | نویسنده، کارگردان         | تله تئاتر         |
| ۱۳۸۰ | تب طبیعت        | نویسنده، کارگردان         | مستند             |
| ۱۳۷۹ | مریم مقدس       | بازنویسی فیلم‌نامه         | سریال و سینمایی   |
| ۱۳۷۷ | شاهدان شام      | نویسنده، کارگردان         | مستند             |
| ۱۳۷۶ | همراه           | نویسنده، کارگردان         | داستانی نیمه بلند |
| ۱۳۷۵ | مردی شبیه باران | با تشکر از                | سینمایی           |
| ۱۳۷۴ | دلدار           | نویسنده، کارگردان         | داستانی نیمه بلند |

### مستندهای سوریه
حسین نوری در سال ۱۳۷۶ و در زمان ریاست جمهوری حافظ اسد مجموعه مستندی را از برخی اماکن تاریخی دمشق که برای شیعیان به دلیل ماجراهای پس از عاشورا جنبه مذهبی دارد تهیه و کارگردانی کرد. تصویربرداری این مستند را همسر او مفتونی بر عهده داشت. در آن زمان ضبط تصویر در منطقه زینبیه ممنوع بود و نوری و همسرش با دشواری توانستند تصاویر زیادی جمع کنند که حاصل آن به صورت ۲۱۰ دقیقه برنامه مستند درآمد. علی‌رغم گذشت چندین سال و رایج شدن تصویربرداری در زینبیه و سپرده شدن تولیت آن مکان به ایرانی‌ها، هنوز مستندی به جامعیت شاهدان شام و شبی در شام از مناطق زیارتی دمشق تولید نشده‌است.

## نقاشی
حسین نوری تاکنون سبک‌های مختلفی را در نقاشی آزموده‌است ولی ترسیم فضاهای ملکوتی در قالب رنگ‌هایی شاعرانه و شاد در آثار وی نمود بیشتری دارد و پروانه نیز از جمله عناصر برجسته نقاشی‌های او است.

### سبک نقاشی بازتاب
در سال ۱۳۸۳ حسین نوری نمایشگاهی از آثار نقاشی خود در پاریس دایر کرد و به ارائه سبک ابداعی خود پرداخت. نقاشی در این سبک بر مبنای تصمیم هنرمند جهت خلق طرحی مشخص از طریق یک فرایند بداهه ایجاد می‌شود. نتیجه ترکیبی است از بداهه‌سازی و طراحی حساب شده. نوری در توضیح می‌گوید: «ابتدا روی یک تابلو رنگ‌آمیزی می‌کنم … بعد تابلوی دیگری را که کاملاً سفید و خالی از رنگ‌آمیزی است روی آن می‌گذارم تا از تابلوی رنگ‌آمیزی شده، رنگ بگیرد. بعد تابلویی را که رنگ نداشت برمی‌دارم و طبیعی است که به خود رنگ گرفته باشد. بعد از این، دو تابلو را کنار هم می‌گذارم که نقش واحدی را می‌سازند. گاهی این دو تابلو کاملاً یکدیگر را کامل می‌کنند و گاهی هم نیاز به کمی کار است تا آنچه از کنارهم‌گذاشتن دو تابلو شکل می‌گیرد معنا و مفهوم مورد نظر را داشته باشد. … برای این سبک، نام بازتاب را انتخاب کرده‌ام.» نوری می‌گوید فلسفه‌ای برای این نام دارد و توضیح می‌دهد که به اعتقاد او «هنر بازتاب ظاهر و باطن است و ظاهر و باطن بازتاب اول و آخر، و هستی چیزی نیست جز اول و آخر و ظاهر و باطن. … آثار من هم بازتابی از هستی است.»
حبیب‌الله صادقی نقاش، استاد دانشگاه و رئیس سابق موزه هنرهای معاصر تهران درباره سبک نقاشی بازتاب گفته است:

ما در آثار آقای حسین نوری تجرید رو در رابطه متناسب با تقسیم بافت، سطح و نور داریم و تکسچرهایی رو داریم که همه میان در یک بار موسیقایی کنار هم قرار می‌گیرن. نقاشی‌های آقای حسین نوری ساخت یک بافت ابر و باد نیست، بلکه نگاهی که ایشون به سرزمین ناشناخته بوم داره مهمه. بوم سفید یک سرزمینی نیست که ما بگیم با گذاشتن چهار عنصر در اون به تمام این ترکیب دست پیدا می‌کنیم. این صفحه سفید، سرزمینِ ناشناخته، عمیق و عجیبیه که کشف این ارتباط و ایجاد این اتفاق در اون، قطعاً شناخت وسیعی رو می‌طلبه؛ یعنی اتحاد دیداری بین درون نقاش و تصویری که می‌خواد در بوم ایجاد کنه. اما تو مجموعه آثار ایشون می‌بینیم که بافت و تکسچر و اون چرخه‌های رنگی نقشِ اصلی رو بازی نمی‌کنه. بلکه اون روح موحدی که پس این کار هست مهمه. همه این آثاری که من در نمایشگاه آقای نوری دیدم و در یک فی‌البداهگی کنار هم قرار گرفته بود سخن از حضور رستاخیزی رو داره می‌کنه که گاهی باید در مشاهده‌ها و بازدیدهای بعدی و رؤیت‌های مکرر بهش برسیم. آقای نوری از زمانی که به نقاشی عینی توجه می‌کردن و فیگوراتیف رو می‌دیدن تا زمانی که این منحنی و حاصل این تلاش تجریدی رو به نتیجه رسوندن می‌بینیم که کارهای بسیار گرانسنگی انجام دادن. من وقتی که به کارهای آقای نوری نگاه می‌کنم از پشت چشم‌های ایشون می‌خوام دنیا رو نگاه کنم، نه این که فقط به ظاهر صورتی که ایشون آفریدن نگاه کنم. چون ایشون قطعاً به مدد همت و مکاشفه و مراقبه‌هاشون به نتایج وسیعی رسیدن و ما شاهدش هستیم.

### نمایشگاه‌های انفرادی
نوری در نزدیک به چهل سال بیش از صد نمایشگاه انفرادی از آثار نقاشی خود در شهرهای مختلف ایران و در پایتخت‌هایی همچون پاریس، پکن، برلین، الجزیره، بیروت و وین برگزار نموده‌است.

### نمایشگاه‌های گروهی
آثار نوری در نمایشگاه‌های گروهی متعددی ارائه شده که از متأخرترین آن‌ها می‌توان به نمایشگاه هنرمندان پیشکسوت اشاره کرد. این نمایشگاه در آبان ۱۳۹۸ در فرهنگسرای نیاوران برگزار شد و طی آن آثار نوری در کنار آثار چهره‌های شاخصی نظیر حسین محجوبی، ایران درودی، طاها بهبهانی، علی فرامرزی و ناصر هوشمند وزیری به نمایش درآمد.

## اقدامات سیاسی
حسین نوری جدا از مسئله شکنجه‌اش در جوانی که به دلیل مواضع سیاسی او در اثری هنری بود در مورد برخی رویدادهای سیاسی در سطح جهانی نیز واکنش‌هایی هنری بروز داده‌است.

### واکنش به کاریکاتورهای دانمارکی
بیست و چهارم بهمن ۱۳۸۴ حسین نوری در واکنشی متفاوت نسبت به چاپ مجدد کاریکاتورهای کورت وسترگارد در نشریات اروپایی، روبروی سفارت دانمارک در تهران رفت و یکی از تابلوهایش با عنوان مریم مقدس را که شمایلی زیبا از مریم عذرا ارائه می‌داد رونمایی کرد و به تکمیل آن پرداخت. این اقدام نوری بازتاب گسترده‌ای در رسانه‌های داخلی و جهانی داشت. فردای آن روز تصویر صفحه اول چهار روزنامه جام جم، تهران تایمز، سرمایه و اسرار را به خود اختصاص داد و شبکه‌های جهانی من جمله سی‌اِن‌اِن این خبر را بازتاب دادند. این اقدام نوری به عنوان نمونه‌ای از ابراز صلح‌آمیز اعتراض مورد توجه قرار گرفت.
چند سال بعد تصویری از تابلوی مریم مقدس در سه نمایشگاه نقاشی نوری در لبنان به نمایش درآمد و فادی عبود، وزیر گردشگری وقت، ایده نصب آن در فرودگاه بین‌المللی بیروت را مطرح کرد.

### تابلوهای هیروشیما و ناگازاکی
مرداد سال ۱۳۸۹ در مراسم یادبود قربانیان بمباران اتمی هیروشیما و ناگازاکی در مقر سازمان ملل در وین اتریش دو تابلوی هیروشیما و ناگازاکی اثر حسین نوری در معرض دید نمایندگان کشورهای جهان قرار گرفت. این دو تابلو نزد آژانس بین‌المللی انرژی اتمی و  سازمان جامع منع آزمایش‌های هسته‌ای که مقر هر دو در وین پایتخت اتریش واقع است قرار دارد.

### واکنش به رویداد شارلی ابدو
پس از رویداد تیراندازی در نشریه شارلی ابدو، حسین نوری دیدگاه خود را در قالب یک ویدئوی هنری به زبان انگلیسی بیان کرد که این ویدئو در فضای مجازی در سطح گسترده انتشار یافت.

### کناره‌گیری از جشنواره فیلم بحرینی
در مردادماه ۱۳۹۴ یکی از فیلم‌های حسین نوری با عنوان هم‌مسیر که از طریق برخی واسطه‌های سینمایی به جشنواره فیلم اصوات رسیده بود در این جشنواره که هرساله شهریور ماه در منامه برگزار می‌شود پذیرفته شد. نوری با اطلاع از حضور وزارت اطلاع‌رسانی بحرین (هیئة شؤون الإعلام) در میان حامیان رسانه‌ای جشنواره طی نامه‌ای خطاب به مدیر جشنواره، فیلمش را از آن رویداد سینمایی خارج کرد. در نامه او آمده‌است: «با توجه به اطلاع یافتن از حامیان جشنواره که یکی از آن‌ها وزارت اطلاع‌رسانی بحرین است، من به عنوان نویسنده و کارگردان فیلم هم‌مسیر، مسیر آن وزارت را با مسیر مردم مظلوم بحرین یکی نمی‌دانم. اینجانب برای تلاش‌های صادقانه خواهران و برادران هنرمندم در بحرین احترام قائلم؛ با این حال در اعتراض به نقش وزارت اطلاع‌رسانی در وارونه جلوه دادن جایگاه ظالم و مظلوم، فیلم خود را از آن جشنواره خارج می‌کنم.»

## کتاب‌ها
- کتاب فلسفه ورزی در تئاتر: دراموسوفی آثار نمایشی حسین نوری به تحلیل وجوه فکری و فلسفی نمایش‌های مختلف نوری می‌پردازد.[۷۱]

- سه نمایشنامه نوری با نام‌های دلدار، شهود و فستیوال آخر در کتابی به نام فستیوال آخر توسط انتشارات سوره مهر به چاپ رسیده‌است.[۷۲][۷۳]
- عمده نمایشنامه‌های شاخص حسین نوری در کتابی با عنوان شیوه شیدایی به چاپ رسیده‌است.[۷۴][۷۵][۷۶]
- دراماتورژی قرآن در آثار هنری حسین نوری عنوان کتابی است که به تحلیل آثار تجسمی این هنرمند و ارتباطی که او میان معانی و دیدگاه‌های فلسفی با زبان تصویر برقرار کرده می‌پردازد. سوره مهر این کتاب را در سال ۱۳۹۸ به چاپ رسانده‌است.[۷۷]

## جوایز و افتخارات
- در جشنواره تئاتر فجر سال ۱۳۶۲ جایزه اول نویسندگی برای نمایش خرقه ارغوانی به حسین نوری تعلق گرفت.
- در جشنواره تئاتر فجر سال ۷۰ نمایش دلدار نوری جایزه ویژه هیئت داوران را دریافت کرد.
- زمستان ۱۳۷۴ در چهاردهمین جشنواره تئاتر فجر نمایش شهود برنده جایزه نویسندگی ویژه ارزشهای مضمونی شد و نیز جایزه کارگردانی را اخذ کرد.[۷۸]
- در خرداد ۱۳۸۰ رتبه اول نویسندگی هشتمین جشنواره سراسری تئاتر دفاع مقدس با نمایش همراه به حسین نوری رسید.
- حسین نوری در خرداد ۱۳۸۱ با نمایش سائر به عنوان نویسنده رتبه اول نهمین جشنواره سراسری تئاتر دفاع مقدس شناخته شد.[۷۹]
- در بهمن سال ۱۳۸۳ نشان ملی ایثار توسط رئیس‌جمهور ایران به نوری اعطا شد.[۸۰] سال ۸۳ اولین دوره‌ای بود که این نشان به شکل رسمی و در قالب مراسم کنگره ملی تجلیل از ایثارگران به افرادی تعلق گرفت.[۸۱]
- در هجدهم اسفندماه ۱۳۹۲ هفت نهال کاج با هدف پاسداشت و گرامیداشت هفت هنرمند فرهیخته منطقه هفت تهران در بوستان اندیشه کاشته شد. یکی از این هنرمندان حسین نوری بود. از دیگر افراد می‌توان به داریوش ارجمند و محمد متوسلانی اشاره کرد همچنان که در یادمان‌های گذشته به نام و یاد داود رشیدی، رضا کیانیان و محمد نوری نهال‌هایی کاشته شده بود.[۸۲][۸۳]

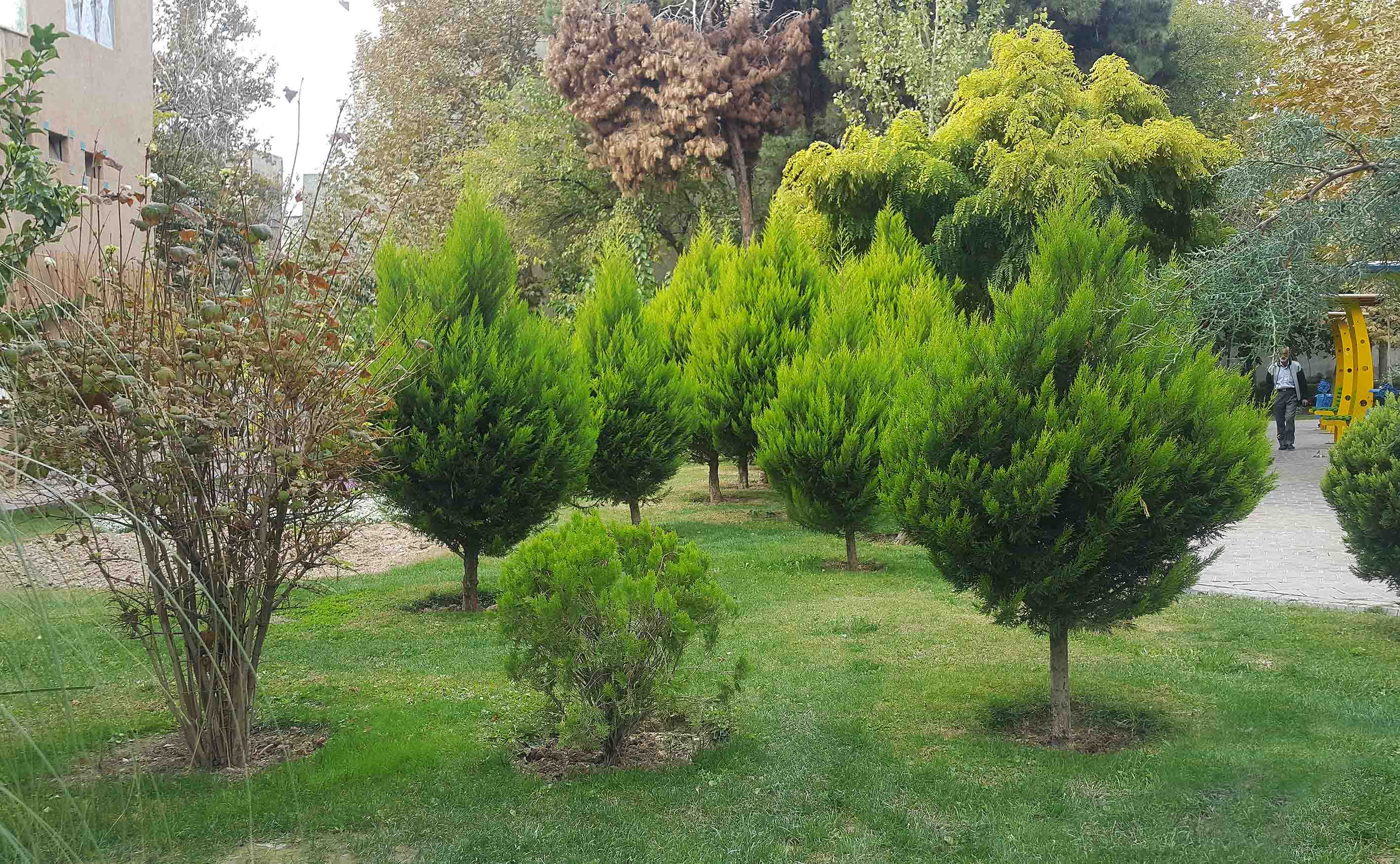
درخت کاج جلوی کادر در سال ۹۲ به گرامیداشت حسین نوری در بوستان اندیشه تهران در باغچه سروستان کاشته شد.

- در شهریور ۱۴۰۰ مراسمی برای گرامیداشت هنرمندانی که در زمینه ایثار و دفاع مقدس سابقه فعالیت هنری داشتند برگزار شد. در این مراسم از حسین نوری در کنار هنرمندانی نظیر عزت‌الله مهرآوران، علیرضا افتخاری، جمشید هاشم‌پور و رضا برجی تجلیل به عمل آمد.[۸۴]

## در نظر دیگران
- اسلاوی ژیژک فیلسوف شهیر معاصر در انتهای نشستی علمی که با نادیا مفتونی داشت اشاره کرد: «از صمیم قلب می‌گویم، وقتی در این باره خواندم گریه‌ام گرفت... گوش کن نادیا! صمیمانه آرزوی بهترین‌ها را برای همسرت دارم!»[۸۵]
- محمود فرشچیان در سال ۱۳۸۴ پس از دیدن آثار نوری در یادداشتی آورده‌است: «آقای حسین نوری، در مقابل عظمت روح تو ای هنرمند عزیز، با تمام وجود سر تعظیم فرود می‌آورم.»[۸۶]
- رابرت گلیو درباره تابلوی مریم مقدس و رونمایی از آن در مقابل سفارت دانمارک گفته است:[۸۷]

ما شگفت‌زده شدیم وقتی که دیدیم ایشان این تابلوی زیبا را کشید و مهمترین چیز درباره این تابلو داستان رفتنش به سفارت دانمارک بود. این برای ما مهمترین نکته است و این داستانی است که ما به انگلستان می‌آوریم و آن را  به مردم انگلستان انتقال می‌دهیم و ایشان می‌توانند بفهمند که اخلاق اسلام و رفتار اسلامی چیست.
- لیندا سارتر، نویسنده آمریکایی و فعال صلح در کتاب خود با عنوان «تبدیل ترس به قدرت؛ سفر یک زن در رویارویی با جنگ علیه تروریسم»[۸۸] که به روایت مشاهدات او از کشورهای خاور میانه می‌پردازد به ملاقاتی اتفاقی با حسین نوری و نادیا مفتونی اشاره می‌کند:[۸۹]هنگامی که از موزه هنرهای معاصر تهران بازدید می‌کردیم من و همراهم با مردی که بر ویلچر نشسته بود و نامش حسین نوری بود و همسرش نادیا مفتونی ملاقات کردیم که هر دو هنرمند هستند. … نوری در زمان شاه شکنجه شده و از آن پس نتوانسته از دو دست و دو پایش استفاده کند. … او در واقع هنگامی که در هنرستان تحصیل می‌کرده به خاطر نگارش یک نمایشنامه دربارهٔ حقوق بشر، توسط ساواک دستگیر و شکنجه شده‌است. وی همچنین دو برادرش را در جنگ ایران و عراق از دست داده که شهید به‌شمار می‌آیند. اکنون که نمی‌تواند از دست‌هایش استفاده کند با گرفتن قلم به دندان‌هایش نقاشی می‌کشد. چند سال قبل زمانی که در سریلانکا بودم شنیدم که یک دانمارکی کاریکاتورهایی سیاسی کشیده که نسبت به مسلمانان بسیار توهین‌آمیز بوده‌است. در آن زمان ایرانیان روبروی سفارت دانمارک تجمع کردند. نوری بر روی ویلچرش و با قلم‌مو و تابلویش به روبروی تجمع آمد. سپس به تکمیل تابلویی که چهره زیبایی از مریم، مادر مسیحیان، ارائه می‌داد پرداخت. او روح این اثر را به دانمارک تقدیم کرد تا احترام به همه مردم و همه ادیان را نمایش دهد.

در ادامه سارتُر با اشاره به پیشینه نوری می‌گوید:
علیرغم این دلایل منطقی برای نفرت داشتن از آمریکا، نوری و نادیا مجموعه کارت‌پستالی از نقاشی‌هایشان را به ما هدیه دادند و از ما خواستند به مردم آمریکا بگوییم که ایشان ما را دوست دارند.
- علیرضا خمسه در یک برنامه زنده تلویزیونی که با حضور حسین نوری و نادیا مفتونی بود پس از صحبت‌های این زوج گفت: «امشب درس‌های بزرگی گرفتیم همه‌مون. اولین و دومین و سومین درس که مهمترین درس‌های زندگی بود. اول این که پایه زندگی ما بر عشقه. درس دوم، خانم دکتر اشاره کردن، اینه که پایه دوام زندگی احترامه. و درس سوم چیه؟ داشتن روحیه نشاط و شادمانی و طنز و مطایبه، که دقت کردین موقعی که سرکار خانم دکتر داشتن صحبت می‌کردن آقای نوری گفتن: «به قول بابا پنجعلی الکی می‌گه!»؟ این نشون‌دهنده روحیه طنز ایشونه، که می‌دونید وقتی ما روحیه طنز داریم همیشه هم تشویق نمی‌شیم، گاهی هم تنبیه می‌شیم. حالا آقای نوری یه چوبی از اون خورده که باید بگیم خدا چی‌کارشون کنه!» اشاره خمسه به شکنجه شدن نوری بود که پس از اجرای یک نمایش طنز سیاسی در دفاع از حقوق بشر رخ داد.[۹۰]

## در رسانه‌ها
- محمدعلی سجادی مستندی با عنوان در مسلخ عشق دربارهٔ زندگی و آثار حسین نوری کارگردانی کرده‌است. فیلمبرداری این مستند را حسین جعفریان انجام داده‌است.[۹۱][۹۲][۹۳]
- احمد جان‌میرزایی در سال ۱۳۶۷ و در زمان سکونت نوری در تربت جام مستند غزل را دربارهٔ زندگی هنری او و آشنایی‌اش با دکتر مفتونی کارگردانی کرده‌است.[۹۴]
- سهیل کریمی ذیل مجموعه سرآمدان مستندی دربارهٔ بُعد ایثار در زندگی نوری تولید کرده‌است.[۹۵]
- پناه‌برخدا رضایی مستندی تحت عنوان فصلِ وصل دربارهٔ شخصیت حسین نوری و سبک نقاشی او ساخته‌است. در این مستند روایتی عاشقانه و عارفانه از زندگی هنری نقاش و نگاهی هستی‌شناسانه به نقاشی‌ها و آثار او مطرح می‌شود. پدرام اکبری در شهریور ۸۸ و در جلسه‌ای که به نمایش این اثر در خانه هنرمندان ایران اختصاص یافته بود گفته‌است: «به نظرم اوج دراماتیک فیلم زمانی است که بچه‌های معصوم خارجی ایستاده‌اند و منتظرند ببینند تابلو چگونه نقاشی شده که در نهایت همه بچه‌ها متعجب می‌شوند.»[۹۶][۹۷]
- میلاد مهدوی مستندی را با محوریت نادیا مفتونی تحت مجموعه خانمی که شما باشی کارگردانی کرده که تا حدود زیادی به شخصیت نوری نیز می‌پردازد. این مستند توسط آزاده نامداری روایت می‌شود.[۹۸][۹۹]
- مهدی فارسی مستند در یک نگاه را درباره زندگینامه نوری و مفتونی کارگردانی کرده است. این مستند قسمتی از مجموعه مستند نور به تهیه‌کنندگی محمدعلی فارسی  بوده است. نریشن این مستند را ناصر طهماسب خوانده است.[۱۰۰]

## یادداشت
1. ↑  اشاره به مَهریه مفتونی که یک مُهر کربلا است.